# Luozhuang
Luozhuang är ett stadsdistrikt i Linyi i Shandong-provinsen i norra Kina.